# Wilma Verver

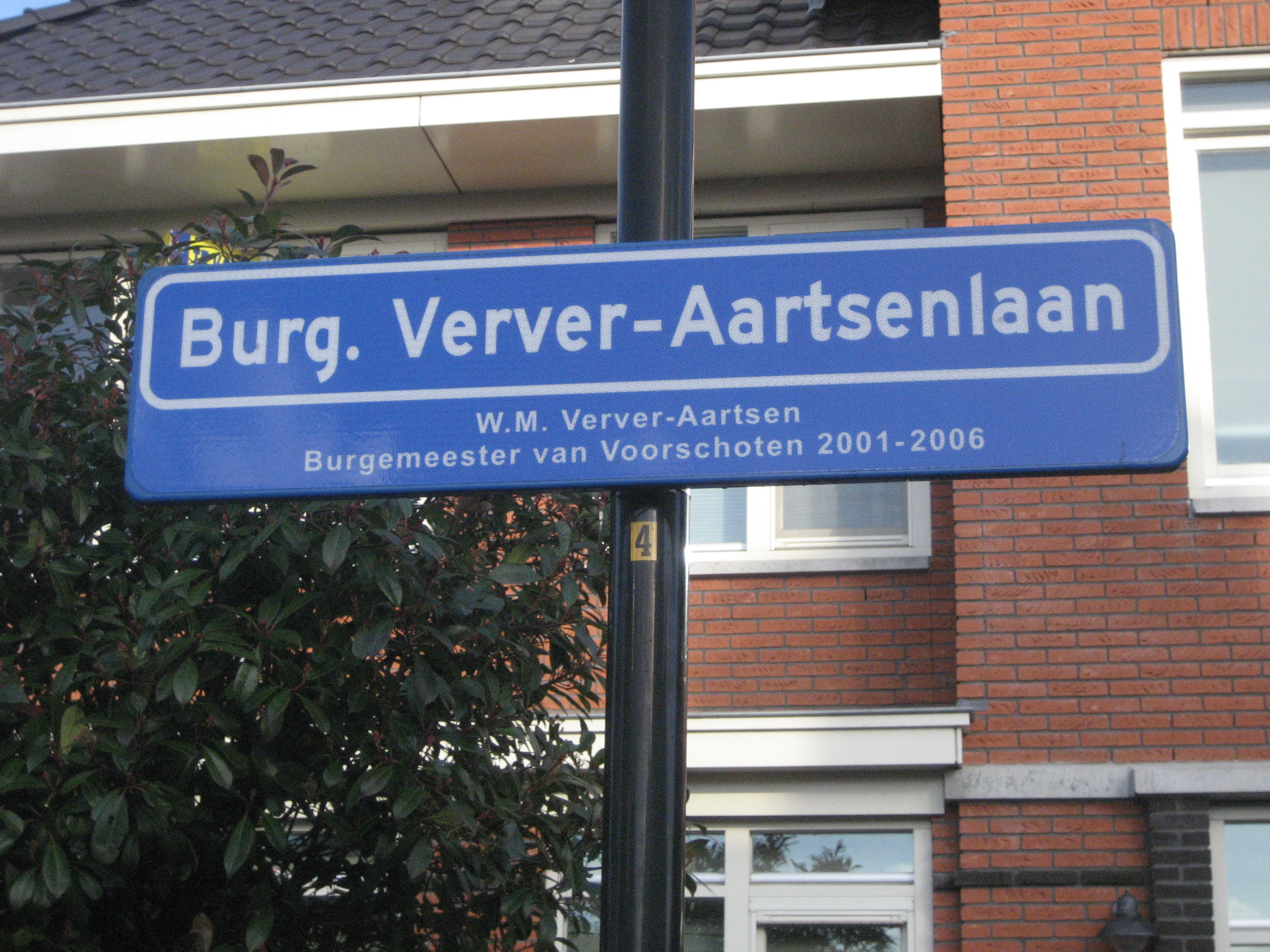
Burg. Verver-Aartsenlaan, Voorschoten

W.M. (Wilma) Verver-Aartsen (Nijmegen, 15 mei 1958) is een Nederlands politica voor de VVD. Van 1 september 2006 tot 15 juni 2011 was ze burgemeester van de gemeente Schiedam; daarvoor was zij burgemeester van de gemeente Voorschoten. Ook is zij wethouder en loco burgemeester in Harderwijk geweest.

## Schiedam
Wilma Verver-Aartsen kwam in opspraak door berichten in het Algemeen Dagblad, waarin ze van machtsmisbruik werd beticht in haar functie als burgemeester van Schiedam. Een persoonlijk conflict met een Schiedamse aannemer over de verbouwing van haar huis vormde de aanleiding om die aannemer uit te sluiten van opdrachten van de gemeente Schiedam. In afwachting van een lopend onderzoek naar het vermeende machtsmisbruik is ze op 27 mei 2011 met verlof gegaan. Op 15 juni 2011 werd bekend dat ze haar ontslag bij de koningin had ingediend.
Op 26 augustus 2011 kwam er een rapport van het Bureau Integriteit Nederlandse Gemeenten (BING) uit dat het machtsmisbruik door Verver laakt. Op basis van het rapport wilde de Schiedamse gemeenteraad het 'eervol' ontslag van Verver omzetten in 'oneervol'. Dit is echter een beslissing die, naar de geschiedenis laat zien, door de Kroon slechts onder buitengewoon uitzonderlijke omstandigheden wordt genomen. Op 22 december 2011 werd dat verzoek dan ook afgewezen door de minister van Binnenlandse Zaken.
In september 2012 laaide, met de publicatie van gegevens over haar declaraties op internet, het schandaal rond haar in de pers weer op. In september 2013 werd er beslag gelegd op haar villa.. In december 2014 deed het College van Beroep voor het bedrijfsleven uitspraak over het integriteitsonderzoek van BING, dat volgens het college "ongenuanceerd en onvolledig" was geweest. In november 2015 bepaalde de rechtbank van Rotterdam dat Verver de aannemer waarmee zij een conflict had alsnog achterstallige verbouwingskosten moest betalen.
Op 14 december verwijst de tuchtrechter het rapport naar de prullenbak en wordt in hoger beroep nogmaals bevestigd: het rapport klopt niet.

## Faillissement
Op 12 juli 2016 is Verver op aanvraag van ABN-AMRO door de Rechtbank Rotterdam failliet verklaard.
Op 12 mei 2017 moest zij van de rechter haar woonboerderij in Voorst zo snel mogelijk verlaten. De curator heeft het huurcontract beëindigd omdat 'het faillissement wordt gefrustreerd en het risico bestaat dat de schulden verder oplopen'.

## Trivia
In Voorschoten, de plaats waar Verver tussen 2001 en 2006 burgemeester was, werd in 2007 in de nieuwbouwwijk Voorsche Park een straat naar Wilma Verver genoemd. De straatnamencommissie besloot in 2012 de naam van de straat te handhaven.